# Ошибка в уголовном праве
Ошибка (лат. error) в уголовном праве — заблуждение лица, совершающего деяние, относительно фактических обстоятельств, определяющих характер и степень общественной опасности деяния, или его юридической характеристики.

## Юридическая ошибка
Юридическая ошибка представляет собой неправильное представление лица о юридической оценке совершённого им деяния, либо юридической ответственности, связанной с его совершением. Юридическая ошибка может быть следующих видов:
1. Ошибка в уголовно-правовом запрете — неверная оценка деяния как непреступного, тогда как в действительности его совершение запрещено уголовным законом под угрозой наказания. В большинстве случаев для решения вопроса об ответственности при такой ошибке применяется принцип «незнание закона не освобождает от ответственности». Уголовный закон устанавливает ответственность за посягательство вследствие того, что деяние реально причиняет вред общественным отношениям. Даже если виновный не осознаёт уголовной противоправности деяния, он может и должен осознавать, что причиняет вред объектам уголовно-правовой охраны. Вина (а соответственно, и ответственность за деяние) исключается в тех случаях, когда лицо не могло избежать ошибки в уголовно-правовом запрете, например не должно было и не могло знать об изменениях в законе, криминализовавших определённое деяние[2] или же являлось незнакомым с местными правовыми запретами иностранцем, не имевшим возможности с ними ознакомиться или подозревать их наличия. В ФРГ неизбежная ошибка в уголовно-правовом запрете исключает вину согласно § 17 S. 1 StGB, а в случае ошибки, которую можно было избежать, согласно § 17 S. 2 StGB возможно смягчение наказания. В других же странах, в том числе в России, практика при освобождении лица от ответственности за подобные деяния исходит из общих положений о вине[3].
2. Мнимое преступление — ошибочная оценка деяния как преступного, тогда как уголовный закон такого преступного деяния не предусматривает. Такое деяние не обладает свойствами общественной опасности и противоправности, не может являться виновным и потому не влечёт уголовной ответственности.
3. Неправильное представление лица о юридических последствиях деяния (квалификации, виде и размере наказания). Осознание данных элементов не входит в содержание вины лица и потому не влияет на её форму и вид, не исключает уголовной ответственности.

## Фактическая ошибка
Фактическая ошибка — это заблуждение лица относительно фактического содержания признаков, составляющих объект и объективную сторону преступления. Фактическая ошибка может быть существенной или несущественной: существенная фактическая ошибка касается юридически значимых признаков состава преступления, называемых в уголовном законе, и оказывает влияние на характер и размер ответственности лица, несущественная ошибка касается признаков, не влияющих на уголовно-правовую оценку деяния (например, личность потерпевшего при краже) и потому не имеет юридического значения.
Нормы об ошибке содержатся в уголовном законодательстве некоторых стран мира, например, § 15.20 УК штата Нью-Йорк, § 16, 17 УК ФРГ, ст. 14 УК Испании, ст. 122-3 УК Франции, ст. 14 УК Болгарии и др. Как правило, регламентируется вопрос о юридической ошибке, но в некоторых странах законодательно решается и вопрос о фактической ошибке. Так, § 16 УК ФРГ «Ошибка в фактических обстоятельствах дела» гласит:

(1) Кто при совершении деяния не знает об обстоятельстве, которое относится к предусмотренному законом составу преступления, тот действует неумышленно. Наказуемость за неосторожное совершение деяния остается при этом без изменения.
(2) Кто при совершении деяния ошибочно воспринимает обстоятельства, которые могли бы осуществить состав преступления, предусмотренного более мягким законом, тот может наказываться за умышленное совершение деяния только по более мягкому закону.

Аналогичная норма присутствует и в ст. 14 УК Болгарии:

Незнание фактических обстоятельств, которые относятся к составу преступления, исключает умысел относительно этого преступления.
Это положение применимо и к деянию, совершенному по неосторожности, если только само незнание фактических обстоятельств не составляет неосторожности.

### Ошибка в объекте
Лицо может неправильно оценивать фактическое и юридическое содержание тех общественных отношений, интересов и благ, на которые осуществляется посягательство. Первым видом ошибки в объекте является подмена объекта, при которой субъект полагает, что вред причиняется одному объекту, а на деле вред причиняется другому неоднородному объекту. Примером подмены объекта является попытка похищения из аптеки наркотикосодержащих препаратов, в результате которой оказываются похищенными лекарственные средства, наркотического действия не имеющие. Квалификация подобных преступлений связывается с применением юридической фикции: несмотря на то, что лицо совершило оконченное преступление (кражу), его действия расцениваются как неоконченное посягательство на первоначально задуманный объект (покушение на хищение наркотических средств).
Вторым видом ошибки в объекте является ошибка относительно квалифицирующих обстоятельств деяния или отягчающих обстоятельств. Примерами таких обстоятельств являются беременность потерпевшей при убийстве или малолетний возраст при изнасиловании. Если виновный не имел сведений о том, что такие обстоятельства есть, и исходил при совершении деяния из их отсутствия, такое преступление считается совершённым без квалифицирующих обстоятельств. Если же виновный, напротив, исходил из ошибочного предположения о наличии таких обстоятельств, деяние должно квалифицироваться как покушение на преступление с квалифицирующим признаком.
Если виновный в результате ошибки совершает посягательство не на того потерпевшего или не на тот предмет, который он первоначально замыслил, а на однородный с ним, такая ошибка не имеет значения для привлечения его к уголовной ответственности.
Так как термин объекта преступления как он понимается в западной юриспруденции больше соответствует советскому (постсоветскому) предмету преступления, то латинское error in obiecto (vel in persona) в советской терминологии больше отражает ошибку в предмете (или потерпевшем).
Для юриспруденции ФРГ error in obiecto не исключает умысел, если фактически затронутый предмет представляет собой юридически-равноценное благо с тем, который был отражён в умысле.
В этом контексте практическую актуальность имеет отграничение error in obiecto от aberratio ictus. В случаях error in obiecto vel in persona преступный результат наступает в отношении того предмета или потерпевшего, в отношении которого он должен был наступить согласно умыслу субъекта преступления, но субъект заблуждается в отношении идентичности такого предмета. В случаях же aberratio ictus несмотря на верную индивидуализацию предмета или потерпевшего субъектом преступления преступный результат наступает в отношении другого предмета в силу внешних обстоятельств. В немецкой юриспруденции последствия aberratio ictus в отношении равноценных правовых благ спорны: одна позиция требует такого же обращения как с error in obiecto в отношении равноценных и неравноценных правовых благ, то есть сохранения умысла; главенствующая же позиция во всех случаях aberratio ictus приходит к исключению умысла в отношении фактически достигнутого преступного результата.
Согласно (подвергаемому критике) главенствующему мнению исключение умысла в отношении фактически оконченного преступления имеет место и в случае такой комбинации error in persona vel obiecto с aberratio ictus, где субъект при исполнении ошибочно избирает предмет преступления, отличный от соответствующего умыслу, но в силу внешних обстоятельств преступный результат всё равно наступает в том предмете, который отвечал умыслу: таким образом, имеет место покушение на ошибочно выбранный предмет и неосторожно совершённое преступление в отношении соответствовавшего умыслу, преступный результат в котором наступил только в силу внешних обстоятельств.

### Ошибка относительно фактических обстоятельств деяния
Лицо может неверно оценивать обстоятельства, касающиеся совершаемых им поступков, их фактических и юридических свойств.
Во-первых, лицо может ошибочно оценивать свои действия как общественно опасные, способные причинить вред общественным отношениям, в то время как фактически они таковыми не являются. Во-вторых, лицо может считать свои действия социально нейтральными или социально полезными, в то время как объективно они являются общественно опасными. Примером первого может быть, например, ситуация, когда лицо расплачивается в магазине настоящими купюрами, ошибочно считая их фальшивыми; примером второго — оплата товара фальшивыми купюрами, которые лицо считает настоящими. В первом случае лицо несёт ответственность за покушение на сбыт поддельных денег, во втором ответственность наступает за неосторожное преступление или не наступает вовсе, если конкретное преступление может быть совершено только умышленно.
Кроме этого, ошибочно могут оцениваться факультативные признаки деяния: место, способ, время, обстановка совершения деяния. Как и в случае с характеристикой самого деяния, решающее значение имеет оценка данных признаков самим виновным: если лицо считает похищение имущества тайным, в то время как за его действиями наблюдают посторонние, оно несёт ответственность не за грабёж, а за кражу.

### Ошибка относительно общественно опасных последствий
Ошибка относительно общественно опасных последствий может быть качественной и количественной.
Качественная ошибка или ошибка в характере вреда, может заключаться в непредвидении вреда, который фактически наступил, или в предвидении вреда, который не наступил.
Если лицо не предвидело вреда, который фактически наступил, имеет место покушение на умышленное причинение того вреда, который задумывался виновным (или оконченное причинение такого вреда, если он всё же наступил), сопровождаемое неосторожным причинением тех последствий, которые фактически наступили. Данные деяния могут квалифицироваться как единое сложное преступление (если неосторожное причинение более тяжкого вреда предусмотрено в уголовном законе как квалифицирующий признак такого преступления) либо по совокупности преступлений.
Ошибка относительно последствий может также носить количественный характер: деянием может быть причинён не тот ущерб, на который рассчитывал виновный, а больший или меньший. Такая ошибка имеет уголовно-правовое значение только в случае, если от размера последствий будет зависеть уголовно-правовая оценка деяния. Ответственность наступает в соответствии с направленностью умысла: так, если виновный задумывал украсть 1 миллион рублей, а украл 1 тысячу — такое деяние российское уголовное право расценивает как покушение на хищение в особо крупном размере. Если в результате деяния наступило более тяжкое последствие, чем задумывалось виновным, он может нести ответственность за умышленное причинение задуманного им последствия и неосторожное причинение более тяжкого последствия.

### Ошибка в развитии причинной связи
Ошибка в развитии причинной связи имеет место, когда вследствие неправильного понимания виновным причинно-следственной зависимости между его деянием и предполагаемыми последствиями реальный преступный результат носит иной характер, нежели тот, который охватывался намерением виновного. В таких случаях ответственность наступает за покушение на совершение первоначального деяния и неосторожное причинение фактически наступивших последствий.
Судебная практика ФРГ различает между существенными и несущественными отклонениями реальной причинно-следственной связи от представляемой субъектом преступления — несущественные отклонения не считаются исключающими умысел. При этом отклонения несущественны, если они остаются в границах того, что можно предвидеть исходя из житейского опыта и не требуют другой оценки совершённого.

### Ошибка в средствах совершения преступления
Лицо может ошибаться относительно природы средств, которое оно использует для достижения преступного результата. Если используемое лицом средство является пригодным для нанесения задуманного вреда, лицо будет нести ответственность вне зависимости от его представлений о характере средства: например, если лицо считает, что использует для убийства таблетки, содержащие цианистый калий, в то время как они содержат другое ядовитое вещество, это никак не влияет на уголовную ответственность.
В случае же, если использованные средства являются непригодными для совершения деяния (например, если используемые для отравления таблетки на самом деле содержат не яд, а лишь аскорбиновую кислоту, если для убийства лицо пытается использовать игрушечный пистолет, считая его настоящим и т. д.), то ответственность наступает за покушение на совершение задуманного деяния.
Наконец, если для совершения преступления лицо вследствие крайнего невежества пытается использовать средства, которые заведомо являются непригодными для нанесения вреда (например, колдовство вуду), оно не несёт ответственности, так как его действия ни при каких условиях не могли причинить ущерба объектам уголовно-правовой охраны.

## Отграничение
Отграничение фактической ошибки от юридической может быть спорным ввиду того что многие элементы состава преступления обладают нормативным наполнением, например, что считать такими предметами преступлений (объектами преступлений в рамках западной терминологии) как «вещь» или «документ» определяется по масштабам, лежащим в самой правовой системе при помощи субсумции согласно нормативным определениям и (или) с использованием юридических методов толкования: поскольку уголовное право связывает с этими видами ошибок разные правовые последствия, то проводить такое отграничение — актуальный для уголовного права вопрос.
Согласно главенствующей в немецкой юриспруденции и судебной практике позиции умысел (как элемент субъективной стороны состава преступления согласно финальному учению о деянии, а прежде как форма вины согласно каузальному учению о деянии) должен включать не только знание фактических обстоятельств (например знание субъекта, что он подправил оценку в аттестате), попадающих под элемент состава преступления (в примере с аттестатом для подделки документов «документ»), но и включать соответствие фактических обстоятельств содержанию такого элемента состава преступления в рамках параллельных правовой системе упрощённых представлений не-юриста (нем. Parallelwertung in der Laiensphäre). В данном выше примере по масштабам права ФРГ требовалось бы знание, что аттестат является зафиксированным на физическом носителе выражением человеческого суждения, дающим знать лицо, его выдавшее и пригодным в качестве доказательства; при этом не требуется понимание субъекта преступления, что зафиксированное на физическом носителе выражение человеческого суждения, дающее знать о лице, его выдавшем и пригодным в качестве доказательства, в правовой системе образует понятие «документ», являющееся элементом состава подделки документов, или знания о существовании запрета подделывать документы (такое незнание было бы уже вопросом юридической, а не фактической ошибки).
Другое мнение различает между юридическими ошибками, относящимися к понятиям из уголовного права и к другим правовым понятиям. При этом ошибка, относящаяся к понятию, определяемому самим уголовным правом, являет собой лишённую значения для умысла ошибку в субсумции, тогда как юридическая ошибка, относящаяся к иному правовому понятию уравнивается с фактической ошибкой.
Спорным является, может ли юридическая ошибка, при которой субъект считает выполненным признак, лечь в основу наказуемого негодного покушения или же всякий раз приводит лишь к мнимому преступлению. Верховный суд ФРГ приходит к наказуемости. Литература отчасти считает, что всякая такая юридическая ошибка ведёт лишь к мнимому преступлению, а частью усматривает негодное покушение лишь в случаях ошибок в отношении лежащих вне уголовного права правовых понятий.